# Areca novohibernica
Areca novohibernica là loài thực vật có hoa thuộc họ Arecaceae. Loài này được (Lauterb.) Becc. mô tả khoa học đầu tiên năm 1914.